# Tachypeza corticalis
Tachypeza corticalis är en tvåvingeart som först beskrevs av Axel Leonard Melander 1902.  Tachypeza corticalis ingår i släktet Tachypeza och familjen puckeldansflugor. Inga underarter finns listade i Catalogue of Life.